# Different Shades of Blue
Different Shades of Blue – jedenasty album studyjny amerykańskiego gitarzysty blues-rockowego Joego Bonamassy. Wydawnictwo ukazało się 22 września 2014 roku nakładem wytwórni muzycznej J&R Adventures. Nagrania zostały zarejestrowane w The Palms w Las Vegas oraz w The Cave w Malibu. Natomiast mastering odbył się w Gateway Mastering w Portland.
Nagrania uzyskały w Polsce certyfikat złotej płyty.

## Lista utworów
Opracowano na podstawie materiału źródłowego.
| Nr  | Tytuł utworu                                    | Autorzy                                      | Długość |
| --- | ----------------------------------------------- | -------------------------------------------- | ------- |
| 1.  | „Hey Baby (New Rising Sun)”                     | Jimi Hendrix                                 | 01:20   |
| 2.  | „Oh Beautiful!”                                 | Joe Bonamassa, James House                   | 05:29   |
| 3.  | „Love Ain't a Love Song”                        | Joe Bonamassa, Jerry Flowers                 | 03:49   |
| 4.  | „Living on the Moon”                            | Joe Bonamassa, James House                   | 03:22   |
| 5.  | „Heartache Follows Wherever I Go”               | Joe Bonamassa, James House                   | 04:34   |
| 6.  | „Never Give All Your Heart”                     | Joe Bonamassa, Jonathan Caine                | 05:25   |
| 7.  | „I Gave Up Everything for You, 'Cept the Blues” | Joe Bonamassa, Jerry Flowers, Jeffrey Steele | 04:40   |
| 8.  | „Different Shades of Blue”                      | Joe Bonamassa, James House                   | 04:40   |
| 9.  | „Get Back My Tomorrow”                          | Joe Bonamassa, Jerry Flowers, Jeffrey Steele | 04:47   |
| 10. | „Trouble Town”                                  | Joe Bonamassa, Gary Nicholson                | 04:57   |
| 11. | „So, What Would I Do”                           | Joe Bonamassa                                | 05:27   |
|     |                                                 |                                              | 48:30   |

## Twórcy
Opracowano na podstawie materiału źródłowego.

- Joe Bonamassa – wokal prowadzący, gitara elektryczna, gitara akustyczna
- Doug Henthorn, Melanie Williams - wokal wspierający
- Anton Fig - perkusja, instrumenty perkusyjne
- Lenny Castro – instrumenty perkusyjne
- Carmine Rojas, Michael Rhodes - gitara basowa
- Reese Wynans - organy, pianino
- Lee Thornburg - trąbka, puzon, aranżacja sekcji dętej
- Ron Dziubla - saksofon
- The Bovaland Orchestra - orkiestra
- Jeff Bova - aranżacja smyczków
- Kevin „Caveman” Shirley - miksowanie, inżynieria dźwięku, produkcja muzyczna
- Mark Everton Gray - inżynieria dźwięku
- Brent Spear - obsługa techniczna
- Bob Ludwig - mastering
- Erik Kabik, Philippe Klose, Rick Gould - zdjęcia